# Quelea quelea
El quelea común (Quelea quelea) es una especie de ave paseriforme de la familia Ploceidae nativa de buena parte del África subsahariana.
Es la especie de ave más abundante del mundo, excluidas las domésticas, con un número mundial de individuos estimado en unos 1500 millones.

## Características

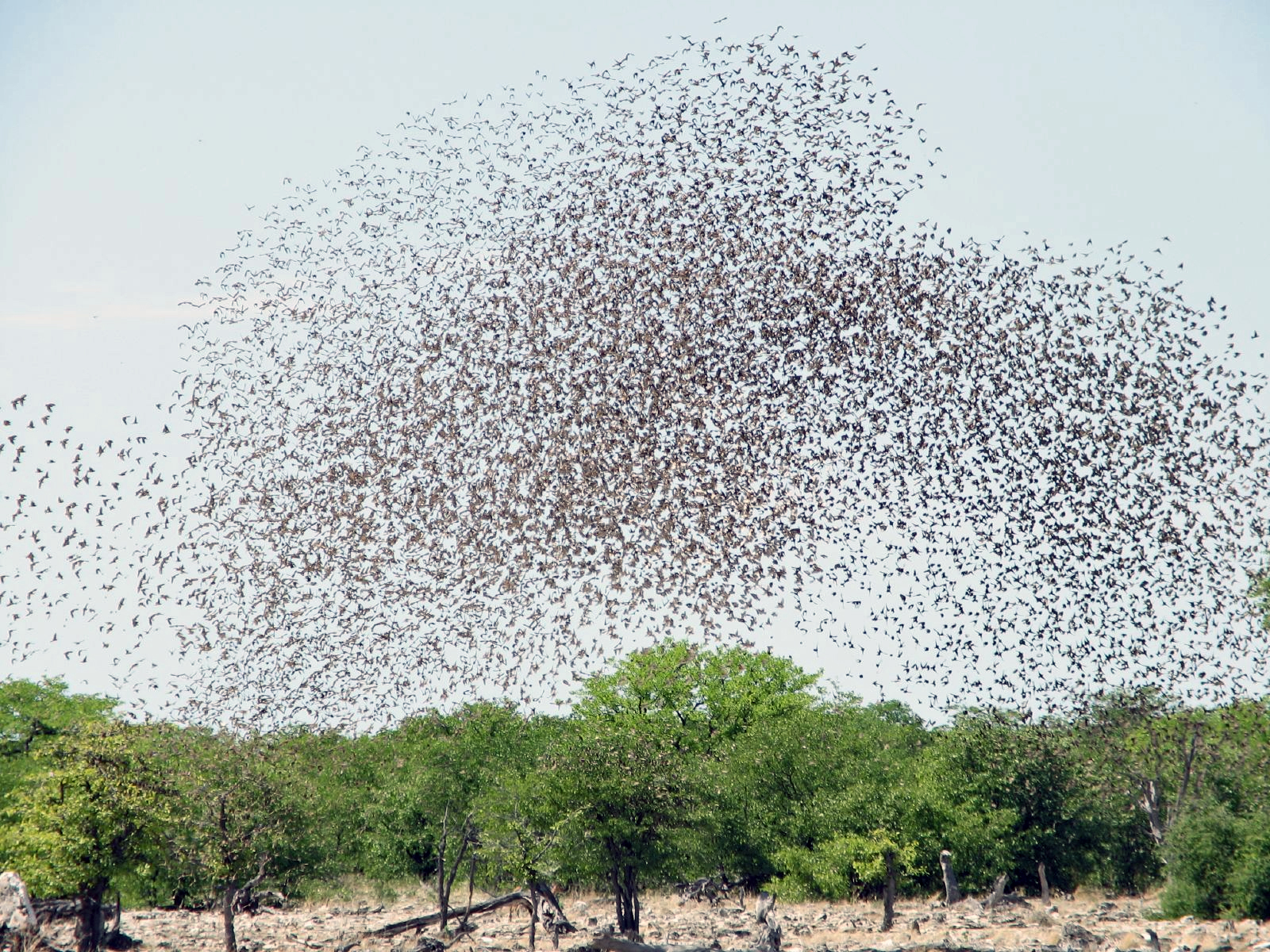
Las bandadas de quelea común pueden llegar a miles de individuos.

El quelea Común mide alrededor de 12,5 cm de largo y 15 a 20 gramos de peso. Durante la reproducción el macho se distingue por su plumaje más colorido y por el pico rojo. De modo inusual, el plumaje de reproducción del quelea macho es variable: comprendidas la máscara facial que va del negro al blanco, y el pecho y la coronilla que varían del amarillento al rojo brillante. Dada su amplia distribución geográfica existen varias subespecies, además hibrida de forma natural con especies similares, lo cual dificulta aún más su reconocimiento.
Durante el resto del año el plumaje del macho se asemeja al de las hembras, con una coloración beige más críptica. El pico de la hembra es amarillo durante la reproducción, y rojo en las estaciones no reproductivas.
Es común en todo tipo de espacios abiertos con arbustos o árboles dispersos, incluyendo cultivos, pero tiene una mayor preferencia por los bosques abiertos. Cuando alimentan a sus polluelos cazan insectos, su alimentación el resto del año son las semillas. Los huevos, muestran las marcas características del grupo.
Estaba clasificado antiguamente en la familia Emberizidae, como Emberiza quelea.

## Ecología
Vive y se reproduce en bandadas gigantescas que pasando en vuelo por un lugar pueden tomarse hasta 5 horas. Viven  en regiones esteparias, sabanas, zonas de matorrales y pastizales del África subsahariana. El pico rojo es un miembro del grupo de los tejedores, pájaros que construyen nidos muy elaborados caracterizados por estar tejidos de hebras de hierba y otros materiales vegetales. La mayoría de los tejedores, como el quelea pico rojo, viven en África, pero otros se encuentran en la península arábiga, India, Sureste asiático, China e Indonesia. En la península ibérica, están representados por el pájaro moscón y el bigotudo. La mayoría de las especies de tejedores no constituyen ningún problema para los seres humanos ni la agricultura.
En África está considerado como una plaga. Viaja en grandes bandadas de aves y destruye los cultivos sin evitar los asentamientos humanos. Mientras buscan alimento pueden volar sin cansarse grandes distancias cada día. Estas aves suelen vivir de dos a tres años.
El alimento del quelea común consiste de semillas de hierbas y granos. Tan pronto el sol se asoma, se juntan las bandadas y cooperan en la búsqueda de un lugar de alimentación adecuado. Luego de hallarlo, se establecen rápidamente. A menudo causan serios daños a los cultivos. Hacia el mediodía descansan en áreas sombreadas cercanas al agua y pasan el tiempo acicalándose. En la tarde vuelan nuevamente en busca de alimento.

## Reproducción
Es un ave gregaria que  cría en colonias. Construyen sus nidos juntos, a menudo varios en una rama. Los machos tejen un nido pequeño y lo usan como una forma de exhibición para seducir las hembras receptivas. Las colonias pueden ser encontradas cerca de cuerpos de agua.
La estación reproductiva comienza con las lluvias estacionales, que llegan en tiempos diferentes en las distintas partes de su área de distribución, comenzando por el noroeste alrededor de principios de noviembre. Los machos reproductores primero tejen con hierbas y paja un nido semicompleto ovoide. Luego que la hembra ha examinado la construcción y el apareamiento ha ocurrido, ambos miembros de la pareja concluyen el tejido del nido. La hembra pone dos a cuatro huevos de color azul claro, y los incuba durante doce días. Al nacer los pichones, son alimentados durante algunos días con orugas e insectos ricos en proteínas. Luego los padres les cambian la alimentación, suministrándoles principalmente semillas. Los jóvenes empluman y se vuelven suficientemente independientes como para dejar a sus padres luego de aproximadamente dos semanas en el nido. Son sexualmente maduros luego de solo un año, pero muchas hembras mueren antes de la madurez, dejando a muchos machos sin posibilidad de pareja. 

## Distribución
El área de distribución de Quelea quelea cubre la mayor parte del África Subsahariana, excluyendo las áreas de bosque lluvioso y la parte sur de Sudáfrica. Son consideradas como plagas por los agricultores debido a los daños que provocan, y a menudo son comparadas con las langostas, cuando caen sobre los campos de grano y arroz. Dado que tienen pocos enemigos naturales, su población alcanza unos 1 500 000 000 individuos. Incluso medidas como dinamitar sus colonias de anidación y el uso de venenos organofosfatados no han disminuido significativamente su número. Pueden eliminar muchos campos de cultivo en un corto periodo de tiempo.

### Especie invasora en España
Debido a su potencial colonizador y constituir una amenaza grave para las especies autóctonas, los hábitats o los ecosistemas, esta especie ha sido incluida en el Catálogo Español de Especies Exóticas Invasoras, regulado por el Real Decreto 630/2013, de 2 de agosto, estando prohibida en España su introducción en el medio natural, posesión, transporte, tráfico y comercio.

## Subespecies
Tres subespecies se reconocen:
- Q. q. quelea (Linnaeus, 1758)
- Q. q. aethiopica (Sundevall, 1850), de protonyme Ploceus aethiopicus
- Q. q. lathami (Smith, 1836), de protonyme Loxia lathamii

La subespecie Quelea quelea spoliator Clancey, 1960, actualmente se considera inválida.